# Grand Prix Itálie 1961
Grand Prix Itálie 1961 (oficiálně XXXIIo Gran Premio d'Italia) se jela na okruhu Autodromo Nazionale Monza v Monze v Itálii dne 10. září 1961. Závod byl sedmým v pořadí v sezóně 1961 šampionátu Formule 1.

## Kvalifikace
| Poř. | No. | Jezdec                  | Konstruktér          | Čas    | Ztráta |
| ---- | --- | ----------------------- | -------------------- | ------ | ------ |
| 1    | 4   | Wolfgang von Trips      | Ferrari              | 2:46.3 | —      |
| 2    | 8   | Ricardo Rodríguez       | Ferrari              | 2:46.4 | +0.1   |
| 3    | 6   | Richie Ginther          | Ferrari              | 2:46.8 | +0.5   |
| 4    | 2   | Phil Hill               | Ferrari              | 2:47.2 | +0.9   |
| 5    | 24  | Graham Hill             | BRM-Climax           | 2:48.7 | +2.4   |
| 6    | 32  | Giancarlo Baghetti      | Ferrari              | 2:49.0 | +2.7   |
| 7    | 36  | Jim Clark               | Lotus-Climax         | 2:49.2 | +2.9   |
| 8    | 44  | Jo Bonnier              | Porsche              | 2:49.6 | +3.3   |
| 9    | 38  | Innes Ireland           | Lotus-Climax         | 2:50.3 | +4.0   |
| 10   | 10  | Jack Brabham            | Cooper-Climax        | 2:51.6 | +5.3   |
| 11   | 28  | Stirling Moss           | Lotus-Climax         | 2:51.8 | +5.5   |
| 12   | 46  | Dan Gurney              | Porsche              | 2:52.0 | +5.7   |
| 13   | 26  | Tony Brooks             | BRM-Climax           | 2:52.2 | +5.9   |
| 14   | 12  | Bruce McLaren           | Cooper-Climax        | 2:53.4 | +7.1   |
| 15   | 74  | Carel Godin de Beaufort | Porsche              | 2:53.8 | +7.5   |
| 16   | 60  | Jackie Lewis            | Cooper-Climax        | 2:54.0 | +7.7   |
| 17   | 22  | Masten Gregory          | Lotus-Climax         | 2:55.2 | +8.9   |
| 18   | 40  | Roy Salvadori           | Cooper-Climax        | 2:55.2 | +8.9   |
| 19   | 42  | John Surtees            | Cooper-Climax        | 2:55.6 | +9.3   |
| 20   | 50  | Nino Vaccarella         | De Tomaso-Alfa Romeo | 2:56.0 | +9.7   |
| 21   | 62  | Lorenzo Bandini         | Cooper-Maserati      | 2:57.7 | +11.4  |
| 22   | 48  | Maurice Trintignant     | Cooper-Maserati      | 2:58.7 | +12.4  |
| 23   | 20  | Henry Taylor            | Lotus-Climax         | 3:00.6 | +14.3  |
| 24   | 54  | Roberto Bussinello      | De Tomaso-Alfa Romeo | 3:01.7 | +15.4  |
| 25   | 18  | Gerry Ashmore           | Lotus-Climax         | 3:03.0 | +16.7  |
| 26   | 30  | Jack Fairman            | Cooper-Climax        | 3:04.8 | +18.5  |
| 27   | 16  | Tim Parnell             | Lotus-Climax         | 3:05.7 | +19.4  |
| 28   | 56  | Wolfgang Seidel         | Lotus-Climax         | 3:06.0 | +19.7  |
| 29   | 58  | Renato Pirocchi         | Cooper-Maserati      | 3:06.5 | +20.2  |
| 30   | 72  | Gaetano Starrabba       | Lotus-Maserati       | 3:07.9 | +21.6  |
| 31   | 14  | Brian Naylor            | JBW-Climax           | 3:08.1 | +21.8  |
| 32   | 52  | Roberto Lippi           | De Tomaso-Osca       | 3.08.9 | +22.6  |
| DNQ  | 68  | André Pilette           | Emeryson-Climax      | 3.11.6 | +25.3  |

## Závod
| Poř.   | No. | Jezdec                  | Konstruktér          | Počet kol | Čas/Odstoupení     | Pořadí na startu | Body |
| ------ | --- | ----------------------- | -------------------- | --------- | ------------------ | ---------------- | ---- |
| 1      | 2   | Phil Hill               | Ferrari              | 43        | 2:03:13.0          | 4                | 9    |
| 2      | 46  | Dan Gurney              | Porsche              | 43        | +31.2              | 12               | 6    |
| 3      | 12  | Bruce McLaren           | Cooper-Climax        | 43        | +2:28.4            | 14               | 4    |
| 4      | 60  | Jackie Lewis            | Cooper-Climax        | 43        | +2:40.4            | 16               | 3    |
| 5      | 26  | Tony Brooks             | BRM-Climax           | 43        | +2:40.5            | 13               | 2    |
| 6      | 40  | Roy Salvadori           | Cooper-Climax        | 42        | +1 kolo            | 18               | 1    |
| 7      | 74  | Carel Godin de Beaufort | Porsche              | 41        | +2 kola            | 15               |      |
| 8      | 62  | Lorenzo Bandini         | Cooper-Maserati      | 41        | +2 kola            | 21               |      |
| 9      | 48  | Maurice Trintignant     | Cooper-Maserati      | 41        | +2 kola            | 22               |      |
| 10     | 16  | Tim Parnell             | Lotus-Climax         | 40        | +3 kola            | 27               |      |
| 11     | 20  | Henry Taylor            | Lotus-Climax         | 39        | +4 kola            | 23               |      |
| 12     | 58  | Renato Pirocchi         | Cooper-Maserati      | 38        | +5 kol             | 29               |      |
| Ret    | 28  | Stirling Moss           | Lotus-Climax         | 36        | Ložisko            | 11               |      |
| Ret    | 6   | Richie Ginther          | Ferrari              | 23        | Motor              | 3                |      |
| Ret    | 72  | Gaetano Starrabba       | Lotus-Maserati       | 19        | Motor              | 30               |      |
| Ret    | 44  | Jo Bonnier              | Porsche              | 14        | Zavěšení           | 8                |      |
| Ret    | 8   | Ricardo Rodríguez       | Ferrari              | 13        | Palivový systém    | 2                |      |
| Ret    | 32  | Giancarlo Baghetti      | Ferrari              | 13        | Motor              | 6                |      |
| Ret    | 50  | Nino Vaccarella         | De Tomaso-Alfa Romeo | 13        | Motor              | 20               |      |
| Ret    | 22  | Masten Gregory          | Lotus-Climax         | 11        | Zavěšení           | 17               |      |
| Ret    | 24  | Graham Hill             | BRM-Climax           | 10        | Motor              | 5                |      |
| Ret    | 10  | Jack Brabham            | Cooper-Climax        | 8         | Přehřátí           | 10               |      |
| Ret    | 14  | Brian Naylor            | JBW-Climax           | 6         | Motor              | 31               |      |
| Ret    | 38  | Innes Ireland           | Lotus-Climax         | 5         | Šasi               | 9                |      |
| Ret    | 30  | Jack Fairman            | Cooper-Climax        | 5         | Motor              | 26               |      |
| Ret    | 42  | John Surtees            | Cooper-Climax        | 2         | Nehoda             | 19               |      |
| Ret    | 4   | Wolfgang von Trips      | Ferrari              | 1         | Fatální nehoda     | 1                |      |
| Ret    | 36  | Jim Clark               | Lotus-Climax         | 1         | Kolize             | 7                |      |
| Ret    | 54  | Roberto Bussinello      | De Tomaso-Alfa Romeo | 1         | Motor              | 24               |      |
| Ret    | 56  | Wolfgang Seidel         | Lotus-Climax         | 1         | Motor              | 28               |      |
| Ret    | 52  | Roberto Lippi           | De Tomaso-Osca       | 1         | Motor              | 32               |      |
| Ret    | 18  | Gerry Ashmore           | Lotus-Climax         | 0         | Nehoda             | 25               |      |
| DNQ    | 68  | André Pilette           | Emeryson-Climax      |           |                    |                  |      |
| DNS    | 46  | Edgar Barth             | Porsche              |           | Pouze trénoval     |                  |      |
| DNS    | 58  | Massimo Natili          | Cooper-Maserati      |           | Vůz řídil Pirocchi |                  |      |
| WD     | 34  | Alfonso Thiele          | Cooper-Climax        |           |                    |                  |      |
| WD     | 64  | Ernesto Prinoth         | Lotus-Climax         |           |                    |                  |      |
| WD     | 66  | Menato Boffa            | Cooper-Climax        |           |                    |                  |      |
| WD     | 70  | Michael May             | Lotus-Climax         |           | Neměl vůz          |                  |      |
| Zdroj: |     |                         |                      |           |                    |                  |      |

## Průběžné pořadí po závodě
Pohár jezdců
|        | Pořadí | Jezdec             | Body    |
| ------ | ------ | ------------------ | ------- |
| 1      | 1      | Phil Hill          | 34 (38) |
| 1      | 2      | Wolfgang von Trips | 33      |
|        | 3      | Stirling Moss      | 21      |
|        | 4      | Richie Ginther     | 16      |
| 2      | 5      | Dan Gurney         | 15      |
| Zdroj: |        |                    |         |

Pohár konstruktérů
|        | Pořadí | Konstruktér   | Body    |
| ------ | ------ | ------------- | ------- |
|        | 1      | Ferrari       | 40 (52) |
|        | 2      | Lotus-Climax  | 24      |
|        | 3      | Porsche       | 17      |
|        | 4      | Cooper-Climax | 13 (15) |
|        | 5      | BRM-Climax    | 3       |
| Zdroj: |        |               |         |